# 윤오남
윤오남(尹五男, 1960년~2024년 8월 1일)는 대한민국의 교육자, 체육인, 대학 교수이다.

## 학력
- 조선대학교 체육대학 졸업

## 국가대표 지도자
- 1993년 뉴욕 세계태권도선수권대회 코치
- 1995년 러시아 세계대학선수권대회 코치
- 2003년 제22회 대구 하계유니버시아드 코치

## 경력
- 광주광역시체육회 이사
- 대한대학스포츠위원회 위원
- 조선대학교 체육대 태권도학과 교수
- ~2024년	조선대학교 미술체육대 체육학과 교수
- 2010년 3월~2016년 3월 조선대학교 체육대학 학장(2012.3월 유임)
- 2017년 대한장애인태권도협회 부회장
- 2019년 10월~2022년 10월 조선대학교 취업학생처 처장 겸 대학일자리센터 센터장(2021.11월 유임)
- 2019년 10월~2024년 8월 국기원 이사
- 2021년~2023년 대한태권도협회 부회장
- 2023년 7월~2023년 8월 제31회 청두하계세계대학경기대회 대한민국 선수단 단장
- 2024년 7월~2024년 8월 2024 김운용컵국제오픈태권도대회 조직위원장

## 가족 관계
- 배우자: 임섬
  - 아들: 윤신욱
- 형제동생: 윤판석, 윤웅석, 윤웅철